# Order of St Michael and St George

Bandschnalle des Ordens

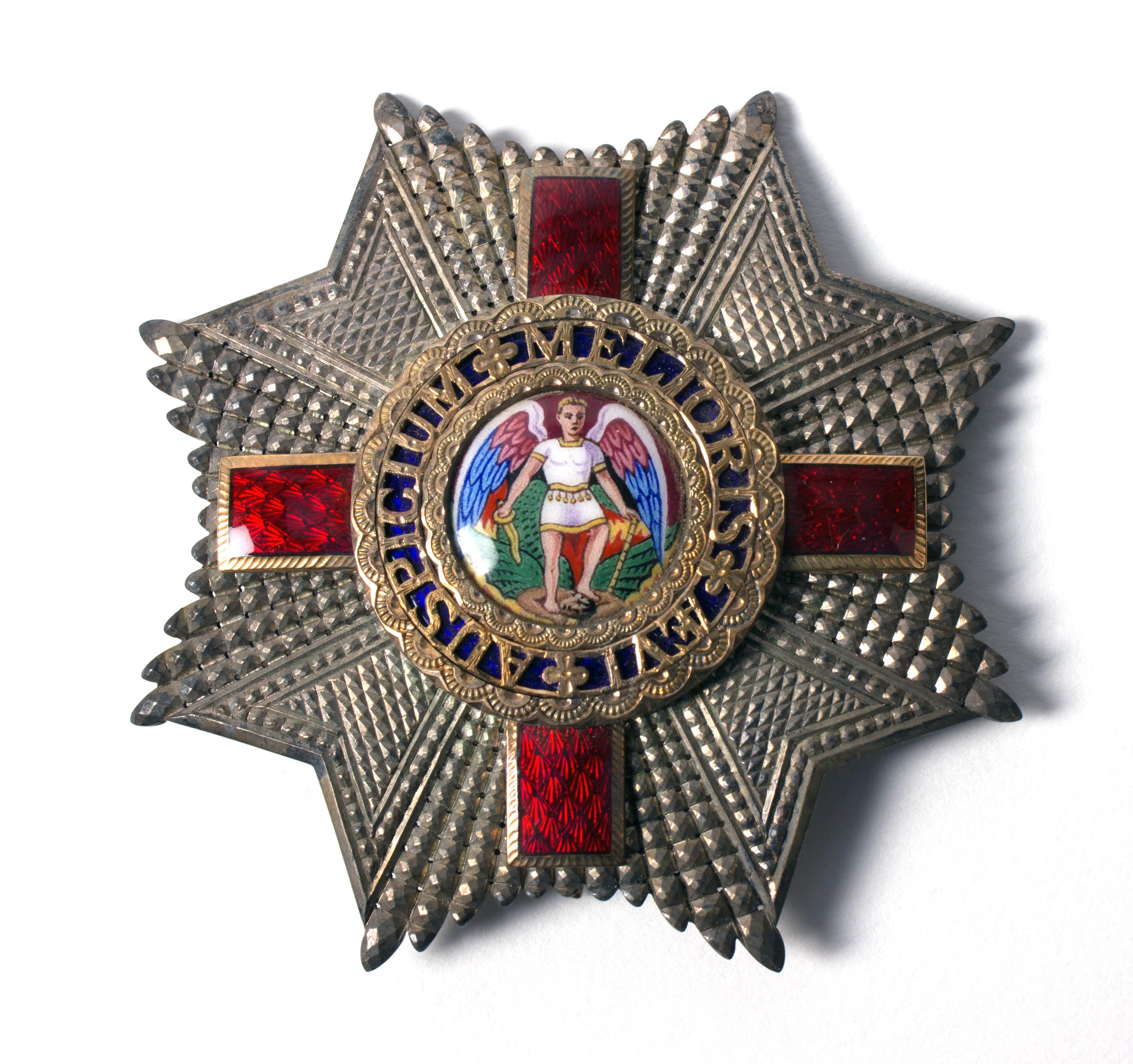
Bruststern eines Knight Commander des Ordens

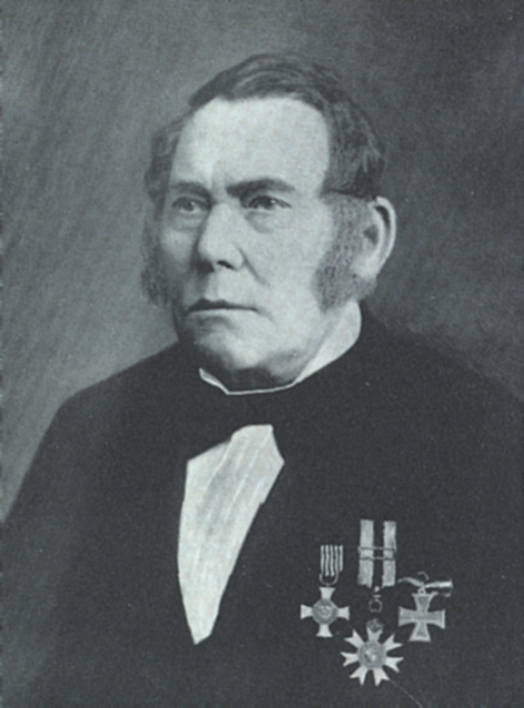
Der deutsche Unternehmer Rickmer Clasen Rickmers mit dem Abzeichen eines CMG (Mitte)

The Most Distinguished Order of Saint Michael and Saint George (Orden vom Heiligen Michael und Heiligen Georg) ist ein britischer Orden, der am 28. April 1818 von Georg, Prince of Wales (später König Georg IV.) ins Leben gerufen wurde. Georg war zu diesem Zeitpunkt Prinzregent für seinen Vater, Georg III. Er wird heute in den meisten Fällen zur Ehrung britischer Staatsangehöriger verliehen, die eine hohe Position in einem anderen Staat innehatten oder haben (zum Beispiel Diplomaten) oder sich bedeutende Verdienste um den Commonwealth of Nations oder die Beziehungen zu ausländischen Staaten erworben haben. Es gibt aber auch nicht-britische Mitglieder des Ordens. Das Motto des Ordens ist Auspicium melioris aevi (Verheißung einer besseren Zeit). Seine Schutzpatrone sind der Erzengel Michael und der Heilige Georg.
Im britischen Auszeichnungssystem steht der Orden offiziell an der sechsten Stelle nach Hosenbandorden, Order of the Thistle, Order of Saint Patrick, Order of the Bath und Order of the Star of India. Allerdings wird der Order of St Patrick, ein irischer Orden, seit 1934 nicht mehr verliehen, weil der Großteil Irlands nicht mehr Teil des Vereinigten Königreichs ist. Aus ähnlichen Gründen wird auch der Order of the Star of India nicht mehr verliehen.

## Ordensstufen
Der Orden besteht aus drei Stufen:
- Knight Grand Cross oder Dame Grand Cross (GCMG)
- Knight Commander (KCMG) oder Dame Commander (DCMG)
- Companion (CMG)

## Geschichte

St.-Michael-und-St.-Georg-Palast in Korfu, früherer Sitz des Ordens

Der Orden wurde anlässlich des britischen Protektorats über die Ionischen Inseln, die 1817 ihre eigene Verfassung erhielten, gestiftet. Mit dem Orden sollten Einwohner der Ionischen Inseln und von Malta sowie andere Personen ausgezeichnet werden, die für die Krone bedeutende Positionen im Mittelmeerraum innehatten.
1864 wurde das Protektorat aufgegeben und die Ionischen Inseln kamen zu Griechenland. Ab 1868 wurde der Orden daher an Personen verliehen, die eine hohe und bedeutende Position in den britischen Kolonien innehatten, und als Belohnung für die Dienste, die sie für die Krone mit Blick auf die Auslandsbeziehungen des Empire erbracht haben. Das Stammhaus des Ordens ist heute ein Museum für asiatische Kunst.

## Zusammensetzung
Die oberste Position im Orden nimmt der britische Monarch ein. Nach Beratung mit und auf Vorschlag der Regierung bestimmt er die anderen Mitglieder des Ordens. Die zweithöchste Position bekleidet der Großmeister (Grand Master). Dies war früher der Lord High Commissioner der Ionischen Inseln. Heute wird der Großmeister vom Monarchen bestimmt. Zurzeit ist Edward, 2. Duke of Kent Großmeister des Ordens.
Ursprünglich bestand der Orden aus 15 Knights Grand Cross, 20 Knights Commanders und 25 Companions. Diese Zahlen sind mehrfach erhöht worden. Heute liegen die Grenzen bei 125, 375 und 1750. Mitglieder der königlichen Familie, die den Orden erhalten haben, werden nicht mitgezählt; gleiches gilt für Ausländer, die zu Ehrenmitgliedern ernannt werden können.
Der Orden hat sechs Ämter: Prälat, Kanzler, Sekretär, Registrar, King of Arms und Usher (Ordensdiener). Der King of Arms ist nicht Mitglied des College of Arms. Der Usher des Ordens wird als Gentleman Usher of the Blue Rod bezeichnet. Er hat, anders als der Usher des Hosenbandordens (Gentlemen Usher of the Black Rod), keine Pflichten gegenüber dem House of Lords.

### Liste der Großmeister
- 1818–1825: Sir Thomas Maitland
- 1825–1850: Adolphus Frederick, 1. Duke of Cambridge
- 1850–1904: George, 2. Duke of Cambridge
- 1905–1910: George, Prince of Wales
- 1910–1917: Vakanz
- 1917–1936: Edward, Prince of Wales
- 1936–1957: Alexander Cambridge, 1. Earl of Athlone
- 1957–1959: Edward Wood, 1. Earl of Halifax
- 1959–1967: Harold Alexander, 1. Earl Alexander of Tunis
- seit 1967: Edward, 2. Duke of Kent

## Zeremonielle Kleidung und Insignien

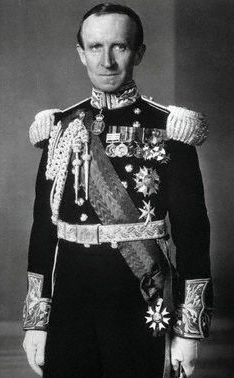
John Buchan, 1. Baron Tweedsmuir, mit Schulterband und Bruststern eines GCMG

Die Mitglieder des Ordens tragen zu wichtigen Anlässen wie etwa der Krönung britischer Monarchen eine eigene zeremonielle Kleidung, die von der Klasse abhängig ist:
- Der Umhang wird nur von den Knights und Dames Grand Cross getragen. Er besteht aus blauem Satin mit purpurner Seide. Auf der linken Seite wird der Bruststern (s. r.) getragen. Der Mantel wird mit zwei großen Quasten geschlossen.
- Die Collane, gleichfalls nur von Knights und Dames Grand Cross getragen, besteht aus Gold. Ihre Glieder bestehen abwechselnd aus gekrönten Löwen, Malteserkreuzen und den Buchstaben S M (Saint Michael) und S G (Saint George). In der Mitte befinden sich zwei geflügelte Löwen, von denen jeder ein Buch und sieben Pfeile hält.

Zu weniger wichtigen Anlässen werden einfachere Insignien benutzt:
- Der Bruststern wird nur von den Knights und Dames Grand Cross und von den Knights und Dames Commanders auf der linken Brust getragen. Der Stern der Knights und Dames Grand Cross besteht aus sieben silbernen Streifen mit je einem goldenen Streifen dazwischen. Der Stern der Knight und Dame Commanders ist etwas kleiner und hat keine goldenen Streifen. Auf allen Sternen befindet sich das rote Kreuz des Heiligen Georg. In der Mitte steht auf einer dunkelblauen runden Fläche das Motto des Ordens in goldenen Großbuchstaben. Innerhalb dieses Kreises ist der Heilige Michael auf den Teufel tretend abgebildet.
- Das Ordenszeichen wird als einziges von allen Mitgliedern des Ordens getragen. Knights und Dames Grand Cross tragen es an einem blau-purpur-blauen Band, das über die rechte Schulter zur linken Hüfte getragen wird. Knight Commanders und männliche Companions tragen das Abzeichen an einem um den Hals gelegten Band. Dames Commanders und weibliche Companions dagegen tragen es an einer Schleife an der linken Schulter. Das Ordenszeichen selbst ist ein siebenarmiges, weiß emailliertes Malteserkreuz. Die Vorderseite zeigt den Heiligen Michael auf den Teufel tretend; auf der Rückseite ist der Heilige Georg zu sehen, der vom Rücken eines Pferdes aus einen Drachen tötet.

An bestimmten, vom Monarchen bestimmten Tagen, den sog. collar days, können die Mitglieder des Ordens, wenn sie an einer Zeremonie teilnehmen, die Collane über ihrer militärischen Uniform oder ihrer zivilen Abendkleidung tragen. An der Collane ist, wenn sie an einem collar day oder bei bedeutenden Zeremonien getragen wird, das Ordenszeichen befestigt.
Alle Collanen, die seit 1948 verliehen wurden, müssen nach Ableben des Mitglieds an die Central Chancery of the Orders of Knighthood zurückgegeben werden. Die anderen Insignien dürfen behalten werden.

## Kapelle

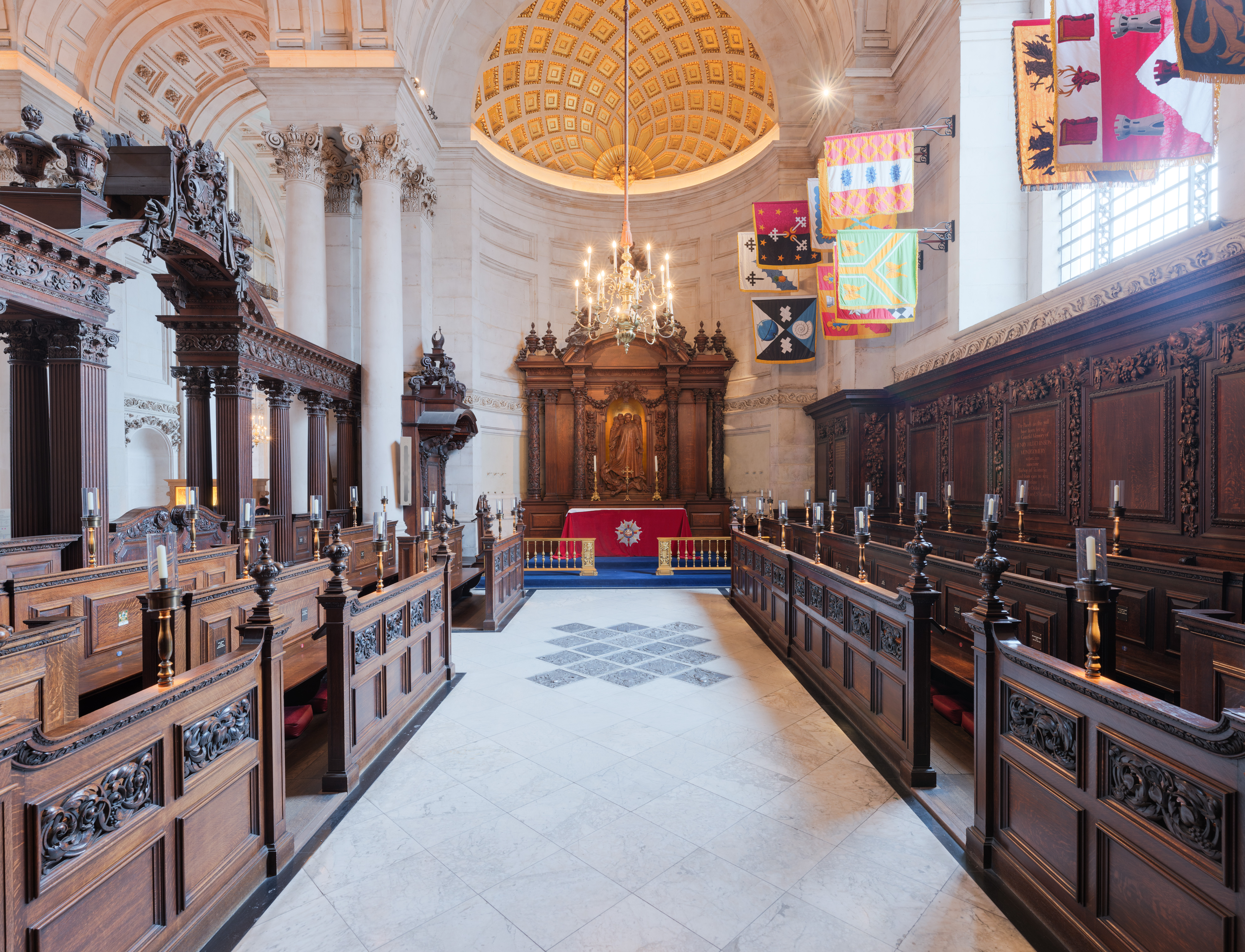
Die Kapelle des Order of St Michael and St George in der St Paul’s Cathedral, London.

Der Sitz des Ordens war ursprünglich der St. Michael and St. George Palace in der gleichnamigen Inselhauptstadt Korfus, Residenz des Lord High Commissioner der Ionischen Inseln und Sitz des Ionischen Senats. Seit 1906 ist die Kapelle des Ordens von St. Michael und St. George im südlichen Chorumgang der St Paul’s Cathedral in London die Heimat des Ordens. Auch der Order of the British Empire hat seine Ordenskapelle in dieser Kathedrale. Aufgrund der hohen Mitgliederzahl beider Orden werden die Ordensfeiern heute nicht mehr in den Ordenskapellen, sondern im Hauptschiff der Kathedrale abgehalten. Religiöse Feiern für den gesamten Orden von St. Michael und St. George finden dort alle vier Jahre statt. Bei diesem Anlass erhalten neue Knights Grand Cross und Dames Grand Cross auch ihren Platz im Chorgestühl zugewiesen.
Der Monarch und die  Knights Grand Cross und Dames Grand Cross haben eigene Chorstühle, über denen die heraldischen Zeichen des oder der jeweiligen Ordensangehörigen angebracht sind. Diese bestehen aus Banner, Helm mit Helmdecke und Helmzier. Nach englischem Wappenrecht zeigen die Wappen anderer Frauen als der Monarchin keine Helme und Helmzier; stattdessen wird bei den  Dames Grand Cross ein Diadem entsprechend dem Rang der Ordensangehörigen verwendet. Für alle Knights Grand Cross und Dames Grand Cross wird der Rückseite des entsprechenden Chorstuhls eine Messingplatte angebracht, auf der der Name des Inhabers, sein Wappen und das Datum der Aufnahme in den Orden zu sehen ist. Stirbt ein Knight Grand Cross oder Dame Grand Cross, werden Banner, Helm, Helmdecke und Helmzier entfernt; die Platte jedoch bleibt weiter am Gestühl befestigt. Das Chorgestühl zeigt deshalb heute auf farbenfrohe Weise, wer seit 1906  Knight Grand Cross oder Dame Grand Cross des Ordens von St. Michael und St. George gewesen ist.

## Hierarchie und Privilegien

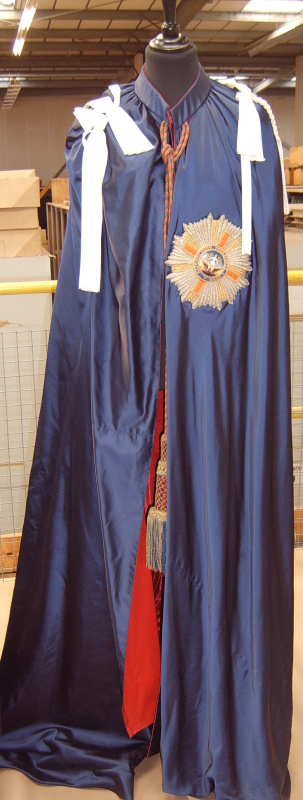
Umhang des Ordens

Reguläres Mitglied des Order of St. Michael and St. George können nur Bürger des Vereinigten Königreichs oder von Commonwealthstaaten werden. Bürger anderer Staaten können allerdings zu Ehrenmitgliedern ernannt werden. Knights und Dames Grand Cross führen als post-nominal die Buchstaben GCMG; Knight Commanders und Dame Commanders die Buchstaben KCMG bzw. DCMG; Companions die Buchstaben CMG. Diese Abkürzungen werden gelegentlich in satirischer Weise ausgelegt als (in umgekehrter Reihenfolge): Call me God, Kindly Call Me God und God Calls Me God.
Die Mitglieder des Ordens erhalten eine Position in der Protokollarischen Rangordnung im Vereinigten Königreich (Order of Precedence), einer Rangliste, in der die eingetragenen Personen nach ihrer nominellen Bedeutung eingeordnet sind und die bei zeremoniellen Ereignissen eine wichtige Rolle spielt. Ehefrauen männlicher Mitglieder werden dort ebenfalls aufgenommen; ebenso Söhne, Töchter und Schwiegertöchter von Knights Grand Cross und Knight Commanders. Verwandte eines weiblichen Mitglieds erhalten demgegenüber keine Einordnung in die Liste.
Durch die Verleihung der obersten beiden Stufen des Order of St. Michael and St. George können Bürger des Vereinigten Königreiches sowie Bürger jener Commonwealth-Staaten, die den britischen Monarchen als ihr Staatsoberhaupt anerkennen (Commonwealth Realms), in den Adelsstand erhoben werden. Die Knights Grand Cross und die Knights Commander werden anlässlich der Ordensverleihung (investiture) durch den Monarchen zum Ritter (Knight) geschlagen und führen danach das Prädikat Sir vor ihrem Vornamen. Dames Grand Cross und Dames Commander erhalten zwar keinen Ritterschlag, gelten aber ebenfalls als geadelt und führen das Prädikat Dame. Wie die Ehefrauen aller britischen Knights dürfen auch die Ehefrauen von Knights Grand Cross und Knights Commander des Order of St. Michael and St. George den Zusatz Lady vor ihrem Familiennamen führen; ein vergleichbares Privileg besteht für die Ehemänner der Dames Grand Cross und Dames Commander nicht. Geistliche erhalten die Ritterwürde (knighthood) nicht, ebenso wenig wie die ausländischen Mitglieder des Order of St. Michael and St. George. Wer nicht Bürger des Vereinigten Königreiches oder des Commonwealth ist, für den besteht die Mitgliedschaft im Orden ehrenhalber.
Knights und Dames Grand Cross sind befugt, in ihr Wappen einen Schildhalter aufzunehmen. Sie dürfen außerdem einen Reif, der das Ordensmotto zeigt, und eine Abbildung der Collane in ihr Wappen aufnehmen. Knights und Dames Commander und Companions dürfen in ihrem Wappen nur den Reif, nicht jedoch die Ordenskette zeigen.